# Pratz (Haute-Marne)
Pratz est une ancienne commune française, aujourd'hui commune déléguée de Colombey-les-Deux-Églises, située dans le département de la Haute-Marne en région Grand Est.

## Géographie

### Localisation
Pratz, commune déléguée de Colombey-les-Deux-Églises, est située dans le département de la Haute-Marne en région Grand-Est. Elle est frontalière avec le département de l'Aube.
À vol d'oiseau, elle se situe à 2,35 km de Colombey-les-Deux-Églises, chef-lieu de la commune. Elle est distante de 23,29 km de Chaumont, préfecture du département. Elle se trouve à 199,28 km de Paris.
Avant sa fusion avec Colombey-les-Deux-Églises, Pratz était limitrophe de cinq communes : Argentolles, Biernes, Colombey-les-Deux-Églises, Lachapelle-en-Blaisy et Lamothe-en-Blaisy.
Parmi ces communes, Argentolles et Biernes sont devenues des communes déléguées de Colombey-les-Deux-Églises.

### Géologie et relief
La superficie de la commune est de 640 hectares.  Son altitude varie d'environ 290 mètres à 342 mètres. L'altitude moyenne se situe à 324 mètres au niveau de la localité.
Le sous-sol géologique de la commune déléguée date du jurassique, avec la présence d'un sol d'argiles, de calcaire et de marne.
Le risque sismique est considéré comme très faible soit en zone 1 selon la carte du zonage définie par le gouvernement
La localité se trouve sur le plateau d'Argentolles.

### Climat
La station climatique la plus proche est celle de Saint-Dizier, situé sur la base aérienne 113 à 43 km à vol d'oiseau au nord d'Argentolles. Une autre station climatique se situe à Ailleville à 16 km de la commune déléguée, mais les données ne sont pas publiques.
| Mois                              | jan. | fév. | mars  | avril | mai   | juin  | jui.  | août | sep.  | oct.  | nov. | déc. | année   |
| --------------------------------- | ---- | ---- | ----- | ----- | ----- | ----- | ----- | ---- | ----- | ----- | ---- | ---- | ------- |
| Température minimale moyenne (°C) | −0,3 | 0,2  | 1,9   | 4,3   | 8,1   | 11,2  | 12,9  | 12,7 | 10,2  | 7,1   | 2,8  | 0,4  | 6       |
| Température moyenne (°C)          | 2,5  | 3,8  | 6,4   | 9,5   | 13,5  | 16,7  | 18,7  | 18,3 | 15,5  | 11,5  | 6,2  | 3,3  | 10,5    |
| Température maximale moyenne (°C) | 5,3  | 7,4  | 10,8  | 14,7  | 18,8  | 22,1  | 24,5  | 23,9 | 20,8  | 16    | 9,6  | 6,2  | 15      |
| Ensoleillement (h)                | 51,1 | 83,7 | 120,9 | 165,1 | 206,7 | 219,4 | 246,3 | 217  | 170,7 | 122,6 | 67,6 | 54   | 1 725,1 |
| Précipitations (mm)               | 74,7 | 61,1 | 65,4  | 55,2  | 75,8  | 72,8  | 66,5  | 70,1 | 64,2  | 68,1  | 72,4 | 80   | 826,3   |

### Voies de communication et transports

#### Voies de communication
Pratz se trouve sur un petit axe secondaire, la route départementale 203, reliant Colombey-les-Deux-Églises (2,6 km) à Argentolles (1,3 km). Un axe principal de la commune déléguée, la route départementale 2 (RD2), se situe à l'écart du village. Elle permet de joindre Doulevant-le-Château à Colombey-les-Deux-Églises, où elle croise la route départementale 619, qui permet de rejoindre Chaumont, préfecture du département. La route départementale 239 sert à relier la localité à la RD2.  L'autoroute la plus proche de Lavilleneuve-aux-Fresnes est l'A5 par la sortie 23 (Ville-sous-la-Ferté).

#### Transports
La commune déléguée ne dispose pas d'autres moyens de transport comme le ferroviaire et le transport en commun.
La gare ferroviaire la plus proche est celle de Bar-sur-Aube qui se trouve à 18 km par la route. La commune déléguée est desservie par la ligne 3 (Paris-Est ↔ Troyes ↔ Chaumont ↔ Langres ↔ Vesoul ↔ Belfort) du TER Champagne-Ardenne.

### Urbanisme
La forme urbaine de la commune déléguée ressemble à celle d'un village-rue étirée le long de route départementale 239 reliant Argentolles à Colombey-les-Deux-Églises, mais son habitat est surtout groupée autour de l'église du village,.

## Toponymie
Le nom de la localité est attesté sous les noms de Preelz en 1449, Praye en 1538, Praz en 1602, Pratz en 1700, Prats en 1769 et Prats sur la carte de Cassini.
Pour Ernest Nègre, le nom de la localité vient du pluriel d'un mot en oïl, prael, signifiant « petit pré ».

## Histoire
Pratz est mentionnée dans une charte de 1200, où le seigneur local donne le droit de pâture à l'abbaye de Clairvaux sur l'ensemble de sa seigneurie
La localité forme également une seigneurie particulière, faisant de la baronnie de Voivre regroupant les seigneuries d'Argentolles, de Bierne, d'Harricourt et de Pratz. Le château de la Voivre se situe d'ailleurs sur le territoire de la commune déléguée de Pratz et est actuellement devenue une simple ferme agricole.
Avant la Révolution française, Pratz ressort de la généralité de Châlons, de l'élection et de la prévôté de Bar-sur-Aube. Elle appartenait également au bailliage de Chaumont. Au niveau ecclésiastique, la paroisse fait partie du diocèse de Langres et de l'archidiaconé de Bar-sur-Aube. Elle est une paroisse succursale de Colombey.
Lors de la Révolution française, la paroisse est transformée en une commune indépendante à la suite du décret du 11 novembre 1789 et de la loi du 14 décembre 1789. Pratz est intégrée au département de la Haute-Marne, au district de Chaumont et au canton de Haute-Marne. En 1801, elle est rattachée au canton de Juzennecourt et à l'arrondissement de Chaumont.
Avec la mise en place du code officiel géographique en 1943, la commune a porté le code commune 52404.
Par arrêté préfectoral du 28 décembre 1972, la commune est rattachée le 1er janvier 1973 à Colombey-les-Deux-Églises sous la forme d'une fusion-association où elle devient une commune associée à Colombey-les-Deux-Églises.
Par arrêté préfectoral du 30 novembre 2016, la création de la commune nouvelle de Colombey-les-Deux-Églises entraîne, le 1er janvier 2017, la transformation du statut de Pratz en commune déléguée au sein de la nouvelle commune.

## Administration

### Administration municipale
Depuis le 1er janvier 1973, Pratz ne dispose plus d'un conseil municipal et d'un maire, gérant les affaires municipales. Les décisions sont prises en conseil municipal de Colombey-les-Deux-Églises. Avec la fusion-association, elle garde cependant une section électorale, une section du CCAS, un conseil consultatif, une mairie annexe et un maire délégué, ayant autorité sur le territoire de la commune associée.
La transformation du statut de commune associée en commune déléguée au 1er janvier 2017 entraîne la fin du conseil consultatif, du sectionnement électoral et du CCAS, mais Pratz conserve sa mairie annexe et un maire délégué avec la possibilité de l'institution d'un conseil de la commune déléguée par la commune nouvelle.
Les habitants de Pratz disposent également d'une liste électorale propre et d'un bureau de vote dans la mairie annexe, pour les élections.

### Liste des maires
La liste ci-dessous recense le nom des maires avant la fin de son autonomie au 1er janvier 1973 :
| Période                                  | Période | Identité                | Étiquette | Qualité                               |
| ---------------------------------------- | ------- | ----------------------- | --------- | ------------------------------------- |
| ?                                        | 1797    | François Piot           |           |                                       |
| 1797                                     | 1798    | Simon Voillemin         |           |                                       |
| 1798                                     | 1800    | Jean-Baptiste Courageot |           |                                       |
| 1800                                     | 1802    | Simon Voillemin         |           |                                       |
| 1800                                     | 1809    | André Piot              |           |                                       |
| 1809                                     | 1821    | Simon Voillemin         |           |                                       |
| 1821                                     | 1867    | Nicolas Dubois          |           | Décédé en cours de mandat             |
| 1867                                     | 1868    | Alexandre Courageot     |           | Adjoint assurant l'intérim            |
| 1868                                     | 1877    | Jean-Baptiste Liraut    |           | Décédé en cours de mandat             |
| 1878                                     | 1886    | Alexandre Courageot     |           | Adjoint assurant l'intérim puis maire |
| 1886                                     | 1905    | Nicolas Piot            |           |                                       |
| 1905                                     | 1905    | Louis Jeudy             |           |                                       |
| 1908                                     | ?       | Charles Liraut          |           | Surnommé Auguste Liraut               |
| Les données manquantes sont à compléter. |         |                         |           |                                       |

### Liste des maires délégués
La liste ci-dessous indique le nom des maires délégués depuis le 1er janvier 1973 jusqu'à aujourd'hui :
| Période                                  | Période                       | Identité          | Étiquette | Qualité     |
| ---------------------------------------- | ----------------------------- | ----------------- | --------- | ----------- |
| ?                                        | mars 2014                     | Chantal Lirault   |           |             |
| mars 2014                                | En cours (au 26 juillet 2020) | Francis Delacroix |           | Agriculteur |
| Les données manquantes sont à compléter. |                               |                   |           |             |

### Instances judiciaires et administratives
Les habitants de Pratz relèvent de la juridiction du tribunal de grande instance de Chaumont (préfecture du département), du tribunal administratif de Châlons-en-Champagne et de la Cour d'appel de Dijon,.
En matière de commerce, les habitants de Pratz relèvent également de la juridiction du tribunal de commerce de Chaumont qui ressort du tribunal de grande instance de Dijon.
La commune déléguée est du ressort de la circonscription de gendarmerie de la brigade de proximité de Colombey-les-Deux-Églises.

## Population et société

### Démographie
Avant la mise en place des recensements individuels, les registres paroissiaux de Pratz, connus à partir de 1719, indiquent une population de 26 feux en 1709, soit environ 130 habitants. Le nombre de feux passe à 28 feux, soit 140 habitants en 1720. Ce chiffre reste stable en 1753 et en 1763.
L'évolution du nombre d'habitants est connue à travers les recensements de la population effectués dans la commune entre 1793 et 1973, dans la commune associée de 1973 à 2016 et dans la commune déléguée depuis 2017. À partir de 2006, les populations légales des communes sont publiées annuellement par l'Insee. Le recensement repose désormais sur une collecte d'information annuelle, concernant successivement tous les territoires communaux au cours d'une période de cinq ans. Pour les communes de moins de 10 000 habitants, une enquête de recensement portant sur toute la population est réalisée tous les cinq ans, les populations légales des années intermédiaires étant quant à elles estimées par interpolation ou extrapolation. Pour la commune déléguée, le premier recensement exhaustif, lié à celui de Colombey-les-Deux-Églises, entrant dans le cadre du nouveau dispositif a été réalisé en 2006.
En 2016, la commune déléguée comptait 15 habitants, en stagnation par rapport à 2011 (Haute-Marne : −2,35 %, France hors Mayotte : +2,44 %).
| 1793 | 1800 | 1806 | 1821 | 1831 | 1836 | 1841 | 1846 | 1851 |
| ---- | ---- | ---- | ---- | ---- | ---- | ---- | ---- | ---- |
| 71   | 80   | 87   | 55   | 67   | 70   | 83   | 76   | 79   |

| 1856 | 1861 | 1866 | 1872 | 1876 | 1881 | 1886 | 1891 | 1896 |
| ---- | ---- | ---- | ---- | ---- | ---- | ---- | ---- | ---- |
| 47   | 59   | 55   | 76   | 78   | 61   | 60   | 51   | 42   |

| 1901 | 1906 | 1911 | 1921 | 1926 | 1931 | 1936 | 1946 | 1954 |
| ---- | ---- | ---- | ---- | ---- | ---- | ---- | ---- | ---- |
| 50   | 54   | 55   | 44   | 43   | 44   | 41   | 34   | 34   |

| 1962 | 1968 | 1982 | 2006 | 2011 | 2016 | 2021 | - | - |
| ---- | ---- | ---- | ---- | ---- | ---- | ---- | - | - |
| 23   | 27   | 24   | 20   | 15   | 15   | 9    | - | - |

### Enseignement
Étant commune déléguée de Colombey-les-Deux-Églises, Pratz est rattachée à l'académie de Reims. Cette académie fait partie de la Zone B pour son calendrier de vacances scolaires.
Aucun établissement d'enseignement n'est présent sur la commune déléguée, mais le groupe scolaire Yvonne de Gaulle à Colombey-les-Deux-Églises, regroupent les élèves de maternelle et de cours élémentaire de l'ensemble de la commune. Il compte 153 élèves en 2017.
Pour le secondaire, les collégiens se rendent au collège du chef-lieu de commune. Les lycées publics d'enseignement général et d'enseignement technique se trouvent à Chaumont. Un lycée privée d'enseignement général et d'enseignement technique est également présent à Chaumont.
Pour l'enseignement supérieur, des établissements se trouvent, dans l'académie de Reims, à Chaumont, à Troyes, à Chalons-en-Champagne et à Reims. Les étudiants peuvent aussi aller vers des établissements situés à Dijon dans l'académie homonyme.

### Santé et service d'urgence
Au 1er janvier 2017, aucun médecin généraliste n'exerce sur Pratz, mais praticien exerce à Colombey-les-Deux-Églises, chef-lieu de la commune. Il en est de même pour l'officine pharmaceutique. Pour des médecins spécialisés et des dentistes, il faut se rendre à Chaumont, ou à Bar-sur-Aube. Dans le domaine paramédicale, des infirmières se trouvent, l'un à Colombey-les-Deux-Églises et l'autre à Harricourt.
Pour les hospitalisation, les urgences et la chirurgie, le centre hospitalier le plus proche est celui de Chaumont, mais les habitants peuvent se rendre à celui de Bar-sur-Aube. Les deux EHPAD les plus proches se situent l'un à Maranville et l'autre à Bayel.
Pour la sécurité en matière d'incendie et de sauvetage, les pompiers du centre de secours de Colombey-les-Deux-Églises, rattaché au SDIS de la Haute-Marne, sont compétent.

### Médias et télécommunication
Le quotidien local Le Journal de la Haute-Marne et le journal hebdomadaire Voix de la Haute-Marne diffuse leur journal sur la région de Chaumont et le département de la Haute-Marne.
Parmi les chaines de télévision de télévision numérique terrestre (TNT) accessibles à tous les habitants de Pratz, depuis l'émetteur de Troyes-Les Riceys situé aux Riceys, France 3 Champagne-Ardenne relaient les informations locales. Parmi les nombreuses stations de radio disponibles, on peut citer France Bleu Champagne-Ardenne.
En 2017, l'internet haut débit via la technique ADSL 2+ est possible pour tous les abonnés à un réseau de téléphonie fixe depuis le NRA installée à Colombey-les-Deux-Églises.

### Cultes
Le territoire de la commune dépend de la paroisse Saint Bernard, au sein du diocèse de Langres, au même titre que les trente-une autres paroisses. En 2017, l'église Sainte-Madeleine est l'un des lieux de culte de cette paroisse. Monseigneur Joseph de Metz-Noblat est à la tête du diocèse de Langres depuis 2014.
Concernant d'autres religions, les lieux de cultes les plus proches sont le temple de Chaumont pour les protestants, la synagogue de Troyes pour les juifs et la mosquée de Joinville pour les musulmans.

## Lieux et monuments
L'église paroissiale Sainte-Madeleine date du premier quart du XIXe siècle. L'édifice remplace une église antérieure, qui a entièrement brûlé en 1823. Après cet incendie, une nouvelle église est reconstruite sur l'emplacement entre 1824 et 1826. L'église possède un plan allongé avec un mur extérieur en pierre de taille. Elle fait actuellement partie de la paroisse Saint-Bernard du diocèse de Langres, regroupant Colombey-les-Deux-Églises et des communes alentour.